# 1880 en photographie
| Années de la photographie : 1877 - 1878 - 1879 - 1880 - 1881 - 1882 - 1883    |
| Décennies de la photographie : 1850 - 1860 - 1870 - 1880 - 1890 - 1900 - 1910 |

Cet article présente les faits marquants de l'année 1880 en photographie.

## Événements
- Le photographe, journaliste et réformateur social Jacob Riis, qui voit dans la photographie un moyen d'attirer l'attention du public sur la pauvreté et la souffrance, commence à prendre en photo les quartiers pauvres de New York à la tombée de la nuit[1].

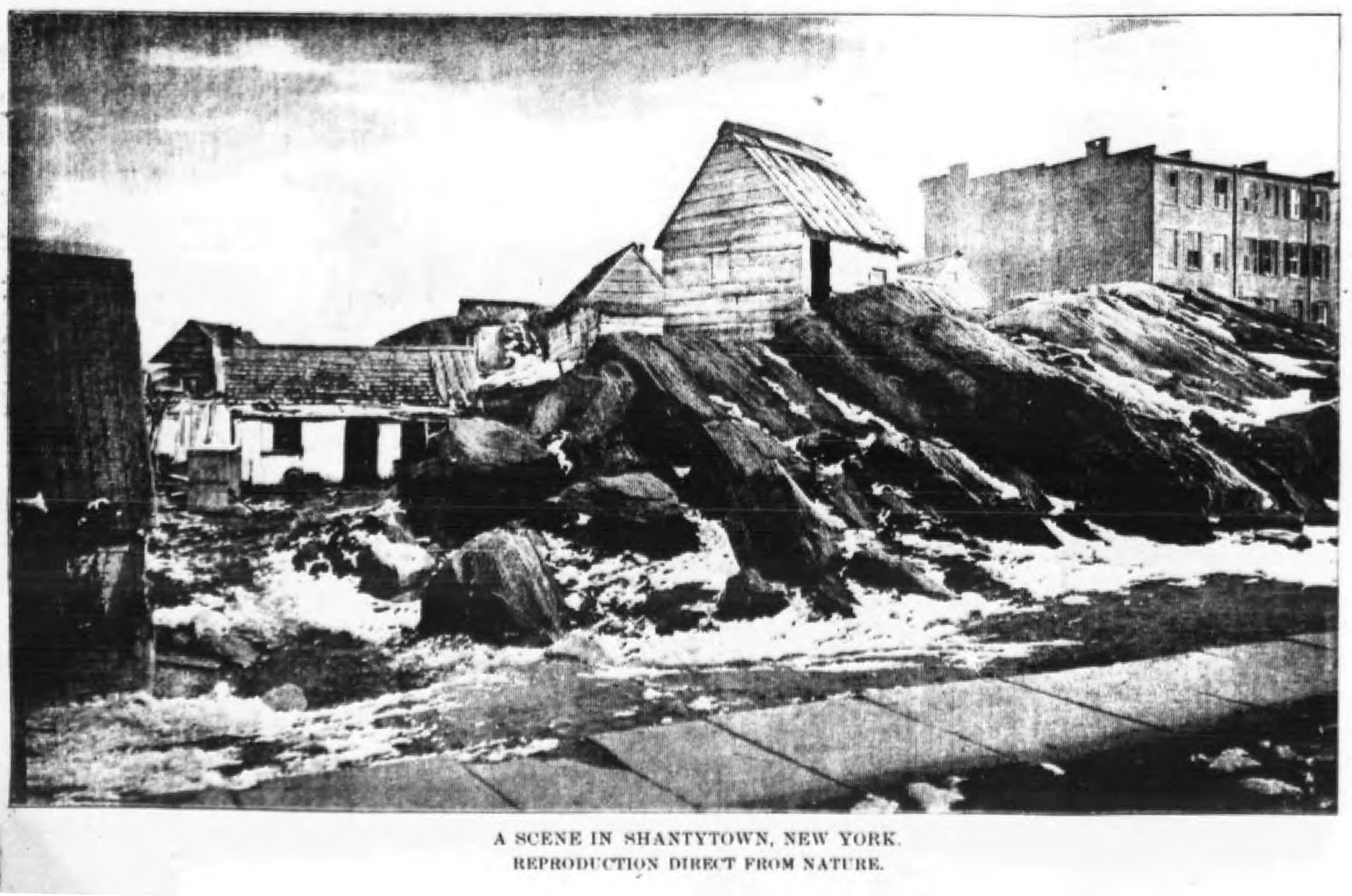
A Scene in Shantytown, New York, photographie publiée dans le journal The Daily Graphic le 4 mars.

- 4 mars : le journal américain The Daily Graphic, fondé à New York en 1873, publie la première photographie dans un journal, imprimée grâce au halftoning (demi-teinte ou similigravure) : A Scene in Shantytown, New York, photographie d'un bidonville à New York[2].
- 30 septembre : l'astronome amateur américain Henry Draper réalise la première photographie de la nébuleuse d'Orion sur une plaque photographique au collodion humide.
- William de Wiveleslie Abney, ingénieur britannique spécialisé en photographie, propose l'hydroquinone comme révélateur photographique.
- Maruki Riyō ouvre un studio de photographie professionnel dans le quartier Uchisaiwaicho de Tokyo.
- Dissolution de l'Association nationale de photographie des États-Unis.

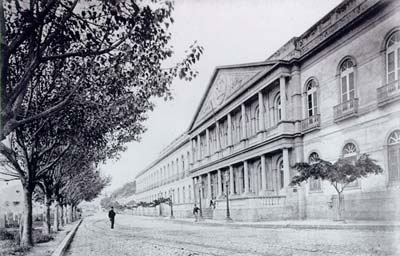
Marc Ferrez, Santa Casa da Misericórdia de Rio de Janeiro

## Photographies notables
- août : une photographie anonyme prise à Aden, avec « Hôtel de l'Univers » inscrit au dos, représenterait Arthur Rimbaud en   compagnie de six autres personnes sur le perron de l'hôtel, dont l'explorateur Édouard-Henri Lucereau[3],[4].

- 30 septembre : l'astronome amateur américain Henry Draper photographie pour la première fois un objet du ciel profond, la grande nébuleuse d'Orion, sur une plaque photographique au collodion humide[5].

## Études, essais, articles
- Léon Vidal, La photographie appliquée aux arts industriels de reproduction, Paris, Gauthier-Villars, coll. « Annales de la photographie », 1880, 60 p. (lire en ligne).

## Naissances
- 3 janvier : Francis Browne, prêtre catholique irlandais et photographe, mort le 7 juillet 1960.
- 31 janvier : Pedro Satué, photographe espagnol, mort en 1936.
- 21 février : Alfonso Sánchez García, photographe espagnol, mort le 13 février 1953.
- 18 mars : Raphaël Binet, photographe français, mort le 26 septembre 1961.
- 21 mars : Eugène Würgler, photographe suisse, mort le 18 mars 1945.
- 17 mai : Paul Castelnau, photographe français, mort le 29 juin 1944.
- 17 juin : 
  - Paul Haviland, écrivain et photographe français, mort le 21 décembre 1950.
  - Carl Van Vechten, écrivain et photographe américain, mort le 21 décembre 1964.
- 3 juillet : Lejaren Hiller Sr., illustrateur et photographe américain, mort le 23 mai 1969.
- 20 juillet : Avgust Berthold, photographe slovène, mort le 1er août 1919.
- 30 août : Johann Schwarzer, photographe et réalisateur autrichien, mort le 10 octobre 1914.
- 26 septembre : Jeanne Bertrand, photographe et sculptrice française, active aux États-Unis, morte le 28 octobre 1957.
- 20 octobre : 
  - Juan Mora Insa, photographe espagnol, mort le 10 février 1954.
  - Adolf Klingsberg, photographe roumain, mort en 1978.
- 28 décembre : Walter Bondy, peintre et photographe allemand, actif en France, mort le 17 septembre 1940.
- Date précise non renseignée ou inconnue :
  - Leone Nani, missionnaire et photographe italien, actif en Chine, mort en 1935.

## Décès
- 16 janvier : Charles Nègre, peintre et photographe français, né le 9 mai 1820.
- 26 février : Franziska Möllinger, photographe suisse, né le 15 mars 1817.
- 15 avril : Pierre Moulin du Coudray de La Blanchère, naturaliste et photographe français, né le 20 mai 1821.
- 24 juin : Charles Reutlinger, photographe germano-français, spécialisé dans le portrait des personnalités parisiennes et en particulier des comédiennes, né le 25 février 1816.
- 3 août : Mungo Ponton, chimiste et photographe écossais qui a créé un procédé photographique à base de dichromate de sodium, né le 20 novembre 1801.
- 9 septembre : Constance Fox Talbot, photographe britannique, née le 30 janvier 1811.
- Date précise non renseignée ou inconnue : 
  - José Spreafico, photographe britannique, né en 1833.